# الطيانة (دير الزور)
الطيانة قرية سورية تتبع ناحية ذيبان في منطقة الميادين في محافظة دير الزور. بلغ عدد سكانها 14ألف نسمة في عام 2023 حسب إحصاء المكتب المركزي للإحصاء.